# Pädagogikunterricht (Zeitschrift)
Pädagogikunterricht (Eigenschreibweise in Versalien) ist die Fachzeitschrift des größten Fachverbandes für Lehrerinnen und Lehrer in Deutschland, die in der Fächergruppe Pädagogik unterrichten. Sie ist die Mitgliederpublikation des VdP (Verband der Pädagogiklehrerinnen und Pädagogiklehrer) und hat eine Auflage von 3200 Exemplaren (Stand 2021). Jährlich erscheinen drei Hefte; im Juli/August ist es jeweils eine Doppelnummer.
Zugleich firmiert sie als „Die Fachzeitschrift für die pädagogische Fächergruppe“. Ihre Leserschaft reicht über den Mitgliederbereich des Verbandes der Pädagogiklehrerinnen und Pädagogiklehrer (VdP) hinaus. Nutzer sind neben Pädagogiklehrern auch die Kollegen affiner Fächer (Sozialpädagogik, Didaktik-Methodik, Spiel usw.) sowie Pädagogik-Studenten. Die Zeitschrift ist in den Bibliotheken vieler Universitäten, Hochschulen, Studienseminaren, Gymnasien und berufsbildenden Schulen im deutschsprachigen Raum vertreten. Ihre Beiträge bilden die aktuelle fachdidaktische und fachmethodische Diskussion sowohl im akademischen als auch im schulpraktischen Bereich ab. 
Entsprechend setzt sich die Autorenschaft zusammen. Neben renommierten Vertretern der universitären Pädagogik schreiben Fachdidaktiker, Fachleiter sowie ausgewiesene Fachlehrer an allgemein- und berufsbildenden Schulen. 

## Geschichte
Gegründet wurde die Zeitschrift 1981; ihr Vorläufer war das „Rundschreiben der Arbeitsgemeinschaft der Fachlehrer und Fachleiter für Erziehungswissenschaft“, das 1978 ins Leben gerufen wurde.
Zentrale Themen der Zeitschrift sind: Pädagogikunterricht, Didaktik der Pädagogik und Bildungsprozesse sowie Bildungspolitik.

## Redaktion
Der Redaktion gehören u. a. M. Altenhoff, T. Müller-Sladakovic, C. Püttmann, T. Kersting, N. Keßler, B. Röwekamp sowie Elmar Wortmann (Chefredakteur) an.

## Titelthemen der letzten Jahre
- 2-3 / 2025 Pädagogische Ethik
- 1 / 2025 Herausforderungen in der Vuca-Welt
- 4 / 2024 Pädagogische Führung?!
- 2-3 / 2024 IDENTITÄT als pädagogische Herausforderung
- 1 / 2024 Interventionsmut aus dem Krisenmodus
- 4 / 2023 Pädagogik im Zeitalter der KI
- 2/3 / 2023 Fachlichkeit als Anspruch
- 1 / 2023 Interkulturelle Bildung in Zeiten des Integrationsparadoxes
- 4 / 2022 Prüfungsformate zeitgemäß
- 2-3 / 2022 Kognitive Aktivierung und die Sachlichkeit des Pädagogikunterrichts
- 1 / 2022 Reformpädagogische Konzepte; Erziehung verstehen mit Janusz Korczak
- 4 / 2021 PädagogikUnterricht literarisch
- 2-3 / 2021 Lesen im digitalen Zeitalter
- 1 / 2021 Fachliches Lernen digital denken
- 4 / 2020 PU digital: Lernen im digitalen Zeitalter. Beispiele aus dem Pädagogikunterricht
- 2-3/2020 Fragen, Argumentieren, Urteilen – Bildungsprozesse ermöglichen
- 1 / 2020 Perspektiven eröffnen: Institutionalisierung Professionalisierung Realitätsverarbeitung
- 4 / 2019 Mit Fällen arbeiten
- 2-3 / 2019 Pädagogikunterricht in der Sekundarstufe I
- 1 / 2019 Bildung, Identität, Social Media
- 4 / 2018 Pädagogische Urteilsbildung
- 2–3 / 2018 Zentrale Inhalte des Pädagogikunterrichts
- 1 / 2018 Erziehung in früher Kindheit / Heitmeyers Desintegrationsmodell
- 4 / 2017  Auftrag: Pädagogische Bildung
- 2-3 / 2017 Kontroversität und pädagogische Bildung
- 1 / 2017 Entwicklungsaufgaben – Generationenverhältnis – Interkulturalität
- 4 / 2016 Lernaufgaben im PU
- 2-3 / 2016 Der Erziehungsbegriff als Kernelement des Pädagogikunterrichts
- 1 / 2016 Politische Bildung in beiden deutschen Staaten
- 4 / 2015 Kompetenz oder Bildung?
- 2-3 / 2015 Just Community – Ansatz in der Moralerziehung
- 1 / 2015 Erziehung in der Familie
- 4 / 2014 Professionalisierung
- 2-3 / 2014 Bildung für nachhaltige Entwicklung
- 1 / 2014 Demokratiepädagogik / Frühkindliche Entwicklung
- 4 / 2013 Impulse aus dem BK
- 2-3 / 2013 Praxishilfen für den Pädagogikunterricht
- 1 / 2013 Piaget / Gewalt
- 4 / 2012 Elementarpädagogik
- 2-3 / 2012 Pädagogik und Jungen
- 1 / 2012 Sozialisation – Pädagogik – Moral
- 4 / 2011 Ratgeber zur Erziehung – Erziehung zur Mündigkeit?
- 2-3 / 2011 Bildung und Schule nach PISA
- 1 / 2011 Erleben und Lernen
- 4 / 2010 Film im Pädagogikunterricht
- 2-3 / 2010 Pädagogikunterricht in der Einführungsphase
- 1 / 2010 Interkulturelles Lernen im Pädagogikunterricht
- 4 / 2009 Identität
- 2-3 / 2009 Pädagogische Grundbegriffe: Bildsamkeit und Mündigkeit
- 1 / 2009 Zentralabitur: Gewalt in Familie und Schule
- 4 / 2008 Pädagogikunterricht und Beruf
- 2-3 / 2008 100 Jahre Pädagogikunterricht in Deutschland
- 1 / 2008 Das Pädagogische des PU
- 4 / 2007 Zentralabitur Pädagogik: Kritik und Perspektive
- 2-3 / 2007 Kooperatives Lernen im Pädagogikunterricht
- 1 / 2007 Thema Schule und andere Bausteine für den Pädagogikunterricht
- 4 / 2006 Wie das Zentralabitur gelingen kann
- 2-3 / 2006 Das Zentralabitur im Fach Pädagogik
- 1 / 2006 Neurobiologie und Lernen
- 4 / 2005 Werteorientierung
- 2-3 / 2005 Pädagogische Bildung
- 1 / 2005 Begabungen erkennen und fördern
- 4 / 2004 Pädagogikunterricht und Wirtschaft – 25 Jahre Verband der Pädagogiklehrer/innen
- 2-3 / 2004 Chancen für den Pädagogikunterricht
- 1 / 2004 Auf Wegen und Abwegen in die lernende Gesellschaft
- 4 / 2003 Alternativen
- 2-3 / 2003 Erziehung und Bildung: Begriffe im Wandel
- 1 / 2003 PISA und die Zukunft der Schule
- 4 / 2002 ... ich würde Pädagogik wiederwählen
- 2-3 / 2002 Handlungsorientierung im Pädagogikunterricht
- 1 / 2002 Jugend in der Moderne
- 4 / 2001 Profilbildung und Pädagogikunterricht

Die Nummern der Hefte können einzeln bezogen werden.